# Jofré I de Provença
Jofré I dit igualment Guifré I, nascut probablement el 1015 i mort després del mes de febrer de 1062, probablement el 1063 fou comte de Provença de 1018 a la seva mort. Era el segon fill de Guillem II, comte de Provença, i de Gerberga de Borgonya.

## Biografia
És citat en una donació de 1018 al costat dels seus germans, els comtes Folc Bertran i Guillem III, de la seva mare Gerberga i de la seva àvia Adelaida d'Anjou. D'altres donacions, generalment a favor de la poderosa abadia benedictina de Sant Víctor de Marsella, el mostra com vivint generalment a la regió d'Arle.
Va intervenir en la lluita contra els Fos que es va reprendre el 1048. En aquesta data va fer un acord amb els vescomtes Aicard i Jofré de Marsella, per recuperar la senyoria de Fos i de Hyères.

## Descendència
Es va casar amb Estefanía o Dolça (“Stephania comitissa cognomento Dulcis” esmentada en una carta de donació a Sant Víctor d'11 de setembre de 1096, feta per l'ànima del seu fill Bertran (esmentat com “filii sui Bertranni comitis”). Szabolcs de Vajay pensa que aquesta Estefania seria la mateixa que Estevaneta de Marsella, possible filla del vescomte Guillem II de Marsella i d'Estefania o Estevaneta dels Baus-Rians; o bé amb Dolça de Gavaldà, filla de Bertran II de Gavaldà. Bertran II (a vegades Bertran I) apareix com "Bertrannus comes et mater mea Stephania…[et] conjux mea Matildis" (la dona de Bertran fou Matilde de la Pulla) en una donació a l'abadia de Montmajor del mes de febrer de 1062 (també seria possible 1061), darrera menció de Jofré I en vida. Aquesta Dolça s'hauria casat en segones noces amb Bernat II comte de Bigorra. Del seu matrimoni Jofré I va tenir almenys:
- Bertran († 1093), comte i després marquès de Provença
- Gerberga (vers 1060 † 1112), comtessa de Provença, casada amb Gerbert o Gilbert ce Millau i Gavaldà, vescomte del Gavaldà

Se li atribueixen també altres dues filles:
- Estevaneta o Estefania de Provença († 1085) casada amb Guillem II, comte de Bésalu
- Una possible filla, Eldearda, casada amb Ramon IV de Sant Gèli, comte de Tolosa

A la seva mort vers el 1063 el va succeir el seu fill Bertran II de Provença (a vegades Bertran I o simplement Bertran de Provença). Jofré I va ser inhumat a l'abadia de Montmajor, la necròpoli familiar dels comtes de Provença. El seu epitafi ens dona la imatge d'un guerrer: Dolç aquí envers els que són dolços, va ser dur envers els rebels. De fet va agafar sovint les armes per recuperar els drets dels seus avantpassats que una concepció patrimonial del poder l'empenyia a exigir de manera esquerpa.